# Ligne 7 du tramway d'Anvers
Pour les articles homonymes, voir Ligne 7.
La ligne 7 du tramway d'Anvers est une ligne de tramway  qui relie Mortsel (Gemeenteplein) à Eilandje.

## Histoire
25 mai 1873 : mise en service entre Meir et Berchem Église; traction hippomobile.
Date inconnue : attribution de l'indice 7; extension de Meir à Anvers Tolhuis; extension de Berchem Église à Mortsel Gemeenteplein.
État au 1er septembre 2019 : 7 Anvers MAS - Mortsel Gemeenteplein.

## Tracé et stations
La ligne 7 relie la commune de Mortsel (au Sud-Est de l'agglomération) à MAS, dans le centre-ville.

### Les stations
|  |   |  | Station                 | Lat/Long                    | Commune | Correspondances |
|  | - |  | ----------------------- | --------------------------- | ------- | --- |
|  | O |  | Mortsel - Gemeenteplein | 51° 10′ 16″ N, 4° 26′ 55″ E | Mortsel | Ligne 15 du tramway d'Anvers |
|  | o |  | Vredebaan               | 51° 10′ 23″ N, 4° 26′ 43″ E | Mortsel | Ligne 15 du tramway d'Anvers |
|  | o |  | Gevaert                 | 51° 10′ 28″ N, 4° 26′ 26″ E | Mortsel | Ligne 15 du tramway d'Anvers |
|  | o |  | Kuijpers                | 51° 10′ 36″ N, 4° 26′ 11″ E | Anvers  | Ligne 15 du tramway d'Anvers |
|  | o |  | Fruithoflaan            | 51° 10′ 48″ N, 4° 25′ 59″ E | Anvers  | Ligne 15 du tramway d'Anvers |
|  | o |  | Pulhof                  | 51° 10′ 59″ N, 4° 25′ 52″ E | Anvers  | Ligne 15 du tramway d'Anvers |
|  | o |  | Jan Moorkens            | 51° 11′ 11″ N, 4° 25′ 44″ E | Anvers  | Ligne 15 du tramway d'Anvers |
|  | o |  | Koninklijkelaan         | 51° 11′ 21″ N, 4° 25′ 34″ E | Anvers  | Ligne 15 du tramway d'Anvers |
|  | o |  | Sint-Willibrordus       | 51° 11′ 34″ N, 4° 25′ 18″ E | Anvers  | Ligne 15 du tramway d'Anvers |
|  | o |  | Driekoningen            | 51° 11′ 44″ N, 4° 25′ 07″ E | Anvers  | Ligne 15 du tramway d'Anvers |
|  | o |  | De Merode               | 51° 11′ 55″ N, 4° 24′ 57″ E | Anvers  | Ligne 15 du tramway d'Anvers |
|  | o |  | Harmonie                | 51° 12′ 05″ N, 4° 24′ 47″ E | Anvers  | Ligne 2 du tramway d'Anvers · Ligne 6 du tramway d'Anvers · Ligne 15 du tramway d'Anvers                                                             |
|  | o |  | Gounod                  | 51° 12′ 20″ N, 4° 24′ 37″ E | Anvers  | |
|  | o |  | Van Bree                | 51° 12′ 33″ N, 4° 24′ 30″ E | Anvers  | |
|  | o |  | Nationale Bank          | 51° 12′ 42″ N, 4° 24′ 31″ E | Anvers  | Ligne 1 du tramway d'Anvers · Ligne 4 du tramway d'Anvers · Ligne 10 du tramway d'Anvers                                                             |
|  | o |  | Mechelseplein           | 51° 12′ 48″ N, 4° 24′ 18″ E | Anvers  | Ligne 4 du tramway d'Anvers |
|  | o |  | Oudaan                  | 51° 12′ 57″ N, 4° 24′ 18″ E | Anvers  | Ligne 4 du tramway d'Anvers |
|  | o |  | Meirbrug                | 51° 13′ 08″ N, 4° 24′ 19″ E | Anvers  | Ligne 3 du tramway d'Anvers · Ligne 4 du tramway d'Anvers · Ligne 5 du tramway d'Anvers · Ligne 9 du tramway d'Anvers · Ligne 15 du tramway d'Anvers |
|  | o |  | Keizerstraat            | 51° 13′ 17″ N, 4° 24′ 18″ E | Anvers  | Ligne 11 du tramway d'Anvers |
|  | o |  | Klapdorp                | 51° 13′ 25″ N, 4° 24′ 11″ E | Anvers  | |
|  | o |  | Sint-Paulusplaats       | 51° 13′ 31″ N, 4° 24′ 05″ E | Anvers  | |
|  | o |  | Brouwersvliet           | 51° 13′ 38″ N, 4° 24′ 04″ E | Anvers  | |
|  | O |  | MAS                     | 51° 13′ 48″ N, 4° 24′ 14″ E | Anvers  | |

## Exploitation de la ligne
La ligne 7 est exploitée par De Lijn. Ses 7,7 km sont parcourus en 28 minutes.

### Fréquence
La ligne 7 a une fréquence d'un tram toutes les dix minutes en journée, et d'un tram toutes les vingt minutes en soirée.

### Matériel roulant
La ligne est exploitée à l'aide de rames PCC et Bombardier Hermelijn.